# Dunaiszky Lőrinc
Dunaiszky Lőrinc (Libetbánya, 1784. július 15. – Pest, 1833. február 5.) szobrászművész.

## Származása, családja
A hazai klasszicista szobrászat egyik legtöbbet foglalkoztatott mestere asztalos családból származott. Dunaiszky László, Henrik, Gusztáv és János Lőrinc fiai is szobrászok, illetőleg kőfaragók lettek. 

## Pályafutása

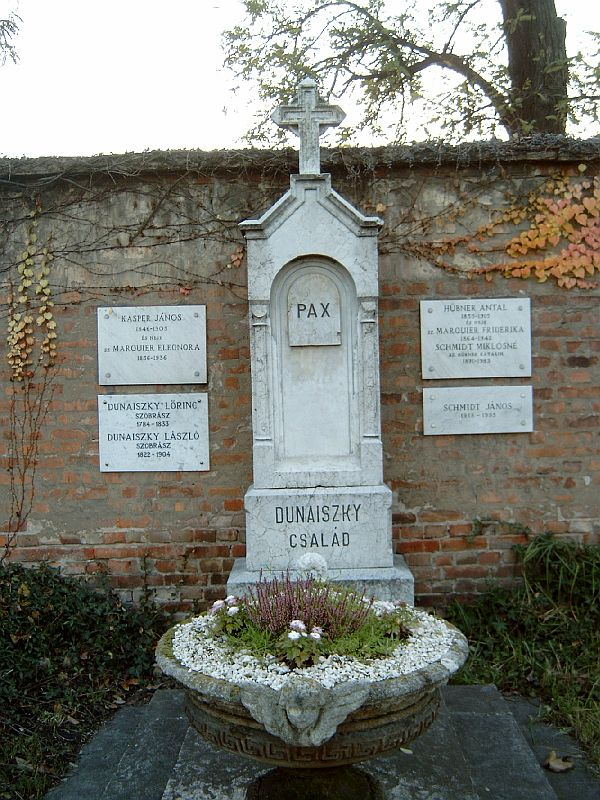
A Dunaiszky-család sírja Budapesten. Fiumei úti sírkert: J. 188.

1800-tól Besztercebányán Barger Márton fafaragó műhelyében dolgozott. 1804-től Bécsben a képzőművészeti akadémiára iratkozott, ahol mesterei Heinrich Füger és Johann Martin Fischer voltak. 1809-től Pesten élt, s korának legtöbbet foglalkoztatott magyar szobrásza volt, 1865-ig sikeres kőfaragó- és szobrász céget működtetett, ahol fiai is dolgoztak. Számos egyházi szobrot, síremléket, épületdíszt készített. A pesti megyeháza díszterme számára készített portrésorozatának nagy része elpusztult. Az 1830-ban Pesten megrendezett első nyilvános művészeti kiállításon Luther és Almássy Mihály alabástrom mellszobrát mutatta be. Az 1828-ban Pest város vezetősége által a Ferenciek terére szánt közkútra kiírt pályázaton egykori akadémiai tanárának, Johann Martin Fischernek a bécsi Franziskanerplatzon lévő Mózes-kútja nyomán készített tervvel vett részt. Bár a tízparancsolat kőtábláit tartó géniuszt, ill. Mózest ábrázoló kútterve sikert aratott, anyagi okok miatt nem valósították meg.

## Műveiből
Dunaiszky az elsők közé tartozott, aki a bécsi akadémián tanult és az akadémiai szobrász megkülönböztető címet használta, bizonyára fontos szerepe volt a bécsi klasszicizmus szobrászi felfogásának átplántálásában Magyarországra. Gazdag munkássága és számos munkatársa révén ez a felfogás széles körben terjedt el.

### Egyházi épületek homlokzat-díszítése, berendezése
- Ávilai Szent Teréz kőszobra a pesti terézvárosi templom homlokzatán, 1811.
- A pesti Deák téri evangélikus templom belső felszerelése, 1811.
- A krisztinavárosi plébániatemplom szenteket ábrázoló nagyméretű aranyozott, festett faszobrai, 1818. (Keresztelő János, Szent Jeromos, Szent Adalbert, Szent Gellért, Szent Borbála, Alexandriai Szent Katalin, Szent Teréz és Szent Krisztina.)
- A mezőberényi evangélikus templom oltára és szószéke, 1819.
- A szobi római katolikus templom főoltára, 1919-1922.
- A jászberényi római katolikus templom szószéke, 1820.
- Budapest-Józsefváros plébániatemplomának attikáján Szent József szobra, 1822.
- A békéscsabai evangélikus templom főoltárának faragott díszei, a szószéke, és márvány keresztelő medencéje, 1822-1823.
- Az iharosberényi római katolikus templom oltárának tabernákuluma, 1826.
- Cegléd, Szent Kereszt-főplébániatemplomának szentélyben a védett főoltárkép, mely Jézus szenvedését ábrázolja. A kis angyalszobrocskák szintén tőle származnak. 1827-1830.
- Az orosházi evangélikus templom orgonája, 1831.
- Jézus Krisztus feszülete a pécsi régibb Szent Leopold-templomban.
- Hat életnagyságú szobor a kecskeméti Kálvária számára.
- Egy Madonna vörös márványból Atádon.
- Nézsai kálvária szobrai.

### Polgári épületek
- A Gyürky-ház homlokzatát díszítő maszkok, 1813.
- Az Október 6. utca 10. szám alatti ház homlokzatdíszítése, 1819.
- Török-patika allegorikus faragványai, 1922.
- A pesti Kemnitzer-ház („Két török-ház”) oromzatára helyezett törökök fekvő alakja, 1822.
- Ruszwurm cukrászda faragványai, 1827.
- Az Október 6. utca 20. szám alatt álló ház Flóra fülkeszobra (jelenleg az Arany János utca 15. kertjében áll ).
- Gömöry Károly megrendelésére hat gyógyszerészeti vonatkozású aranyozott puttós reliefet  készített a pesti „Szent Lélek” patika bútorzatának díszítésére (1813). Eredeti formájában beépítve a Semmelweis Orvostörténeti Múzeumban van.
- Vadember dombormű az Erényi-ház homlokzatán Budapest VII. Károly körút 15.

### Síremlékek
- Síremlék (Magyar Nemzeti Galéria)
- Lagner-síremlék, Baja, 1818
- Muslay Gábor epitáfiuma, Rád, római katolikus templom, 1818
- Tessedik Sámuel síremléke, Szarvas, 1822
- Lányi, bihari alispán síremléke

### Egyedi szobrai
- Ecce Homo (fafaragás, Magyar Nemzeti Galéria)
- Mellszobor (Magyar Nemzeti Galéria)
- Báró Alvinczi József generális fából készült portréja (Magyar Nemzeti Múzeum Történelmi Képcsarnok)
- I. Ferenc király mellszobra
- József nádor mellszobra
- Ferdinánd főherceg mellszobra
- Báró Kray tábornok mellszobra
- Luther Márton alabástrom mellszobra, 1830 körül
- Almássy Mihály alabástrom mellszobra, 1830 körül